# Hans Eckart Schlandt
Hans Eckart Schlandt (n. 20 februarie 1940, Brașov) este un interpret organist și profesor sas, care timp de aproape 50 de ani a fost cantor și organist al Bisericii Negre din Brașov.
În copilărie a luat lecții de pian de la tatăl său, Walter Schlandt, pianist concertist, profesor de muzică și dirijor de cor. Apoi a studiat vioara cu Olga Güttler. De la vârsta de 14 ani a început să învețe să cânte la orgă, cu profesorul Victor Bickerich.
În 1957 s-a înscris la clasa de orgă, din cadrul Conservatorului de muzică Ciprian Porumbescu, înființată în 1953 și condusă de tânărului organist Helmut Plattner, proaspăt absolvent al clasei de pian al profesoarelor Florica Musicescu și Silvia Șerbescu. Primii absolvenți ai clasei de orgă au fost Hans Eckart Schlandt și Lidia Sumnevici, în 1962.
În 1962, după absolvire, s-a întors la Brașov unde a fost angajat ca profesor de muzică. Din 1965, s-a angajat ca organist al Bisericii Negre din Brașov.
Tot în 1965, Hans Eckart Schlandt a preluat, de la tatăl său, Walter Schlandt, conducerea corului Bach din Brașov. Acesta este corul bisericesc al comunității evanghelice de confesiune augustană și a fost fondat în 1933 de cantorul acelei perioade, Victor Bickerich. Între 1949 – 1956 și 1958 – 1965, membrilor orchestrei filarmonicii li s-a interzis să participe la activități muzicale în cadrul bisericii, corul fiind obligat să cânte fără orchestră, singurul instrument permis fiind orga. Deși în această perioadă autoritățile erau potrivnice muzicii religioase, el a reușit să prezinte cu o uimitoare continuitate și calitate marile oratorii și pasiuni de Bach, Mozart, Brahms etc. și să protejeze Biserica Neagră de regimul totalitar al vremii, transformând-o într-un refugiu muzical al libertății interioare.
În 1993 Hans Eckart Schlandt a înființat Corul de Tineret Bach, pe care l-a condus până în  2004, când conducerea a fost preluată de fiul său, Steffen Markus Schlandt. În această perioadă, a susținut concerte de orgă în multe țări europene și în S.U.A., fiind posesorul unei bogate discografii.
A avut și o bogată activitate pedagogică. Între 1993 și 2004 a predat orga și muzica de cameră la Facultatea de Muzică a Universității Transilvania din Brașov, iar între 1992 și 1999 a susținut cursuri de măiestrie.

## Premii
În cursul lungii sale cariere, a fost recompensat cu o serie de premii, între care:
- Premiul Johann-Wenzel-Stamitz (Mannheim, 2000), care se acordă personalităților care au o activitate deosebită în viața culturală a germanilor din Europa de Est.
- Premiul Uniunii criticilor muzicali din România.
- Premiul Apollonia-Hirscher (Brașov, 2002).
- Medalia Honterus
- Titlul de Cetățean de Onoare al municipiului Brașov, în septembrie 2011.[5]

## Discografie (selecție)
- Hans-Eckart Schlandt – La Orga Bisericii Negre Din Brașov, Electrecord, ST-ECE 01042
- Hans Eckart Schlandt* - J. S. Bach* – La Orga Bisericii Negre Din Brașov, Electrecord ST-ECE 01271
- Saint-Saëns - Simfonia nr. 3 în do minor, opus 78, orchestra simfonică a Filarmonicii ”Gheorghe Dima” din Brașov, dirijor: Ilarion Ionescu-Galați, la orgă: Hans Eckart Schlandt, Electrecord STM-ECE 01758